# Onze-Lieve-Vrouwekerk (Kortrijk)
Onze-Lieve-Vrouwe kirke i byen Kortrijk i Vestflandern i det nordvestlige Belgien, blev bygget i den første halvdel af det 12. århundrede. Koret som blev genopbygget i det 13. århundrede er udelukkende i gotisk stil.
50°49′45″N 3°16′2″Ø / 50.82917°N 3.26722°Ø
- Wikimedia Commons har flere filer relateret til Onze-Lieve-Vrouwekerk (Kortrijk)